# Galerie Tokio Fudži
Galerie Tokio Fudži (japonsky 東京富士美術館, anglicky Tokyo Fuji Art Museum) je umělecké muzeum v japonském městě Hačiódži založené roku 1983 a rozšířené v roce 2008. Zakladatelem byl Daisaku Ikeda, hlava buddhistického hnutí Sóka gakkai. Sbírka obsahuje asi 30 tisíc uměleckých děl a jejím těžištěm jsou díla japonské a evropské provenience.
V roce 2002 se zde konala výstava Friedl a děti z Terezína, prezentující díla Friedl Dicker-Brandeisové — práce ve stylu školy Bauhaus, zejména obrazy, jevištní návrhy, kostýmy a knižní vazby vytvořené v době, kdy umělkyně učila děti uvězněné v terezínském ghettu. Výstavu navštívilo přes 350 tisíc lidí.

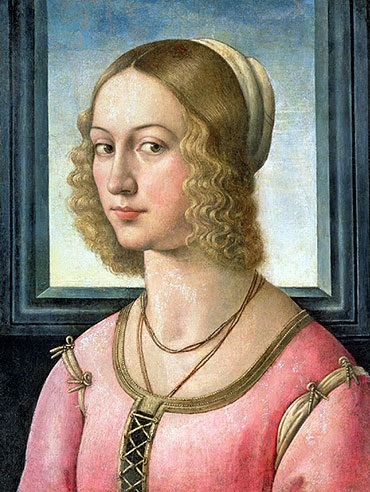
Domenico Ghirlandaio: Giovanna Tornabuoniová, 1485ー88
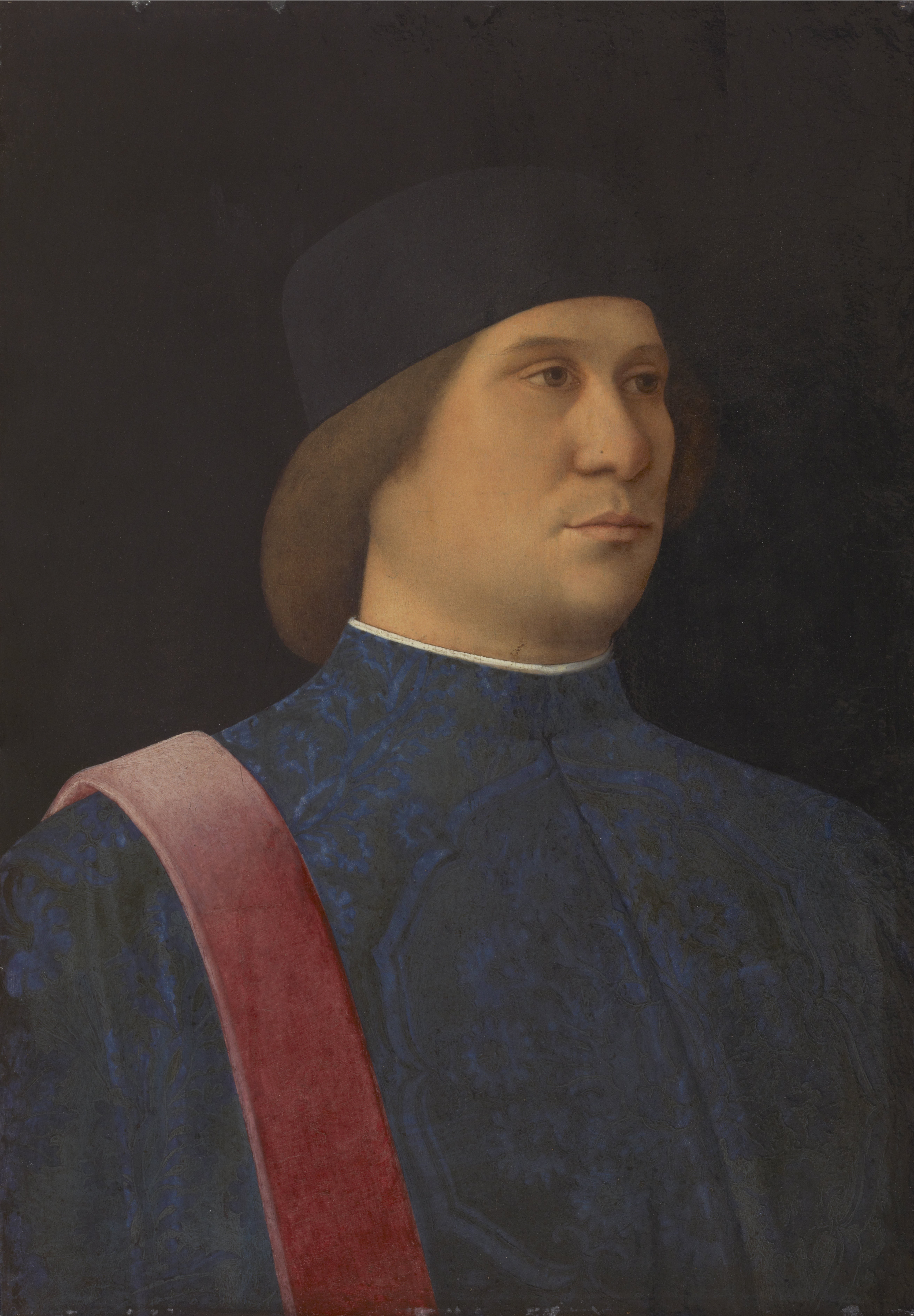
Giovanni Bellini: Portrét prokurátora, 1507
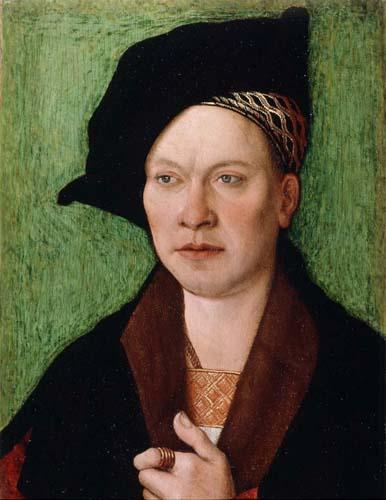
Bernard Strigel: Portrét šlechtice, 1520
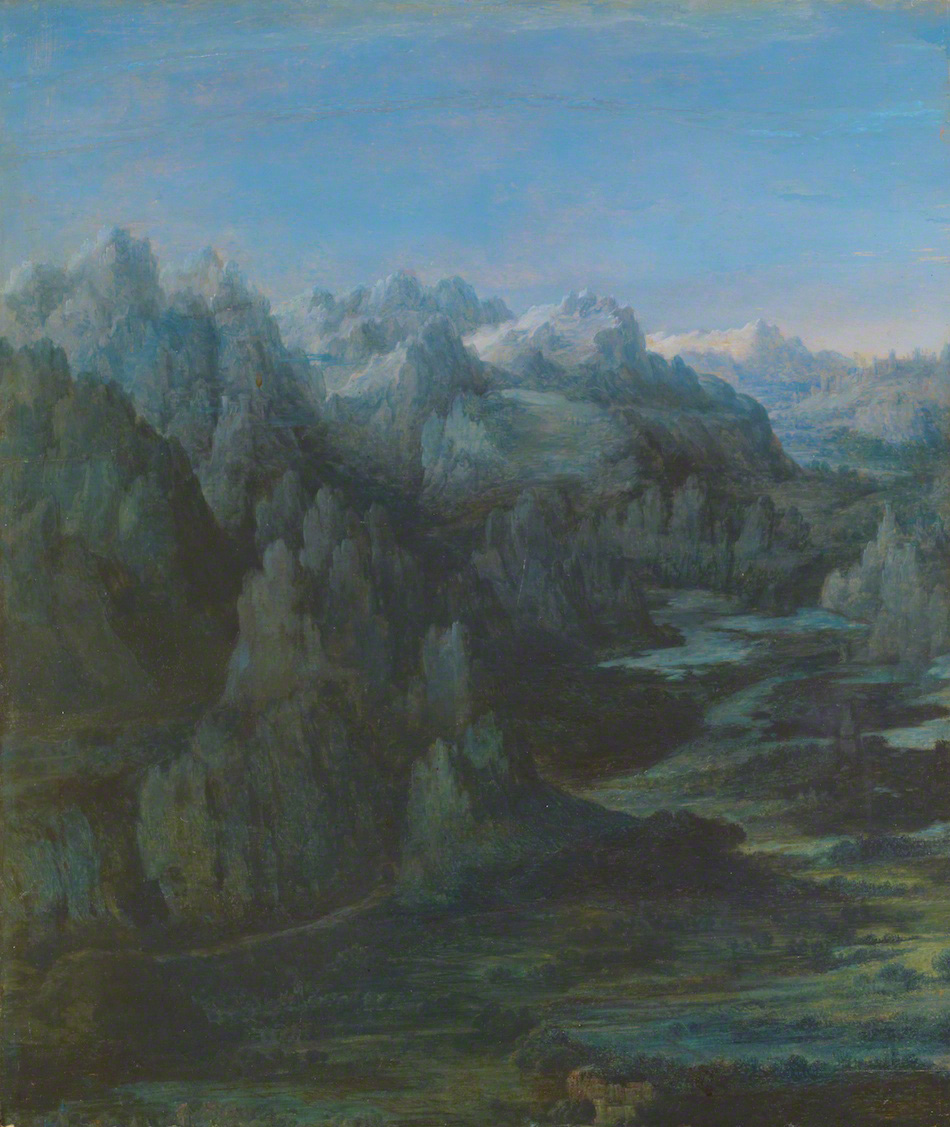
Albrecht Altdorfer: Pohoří, 1530
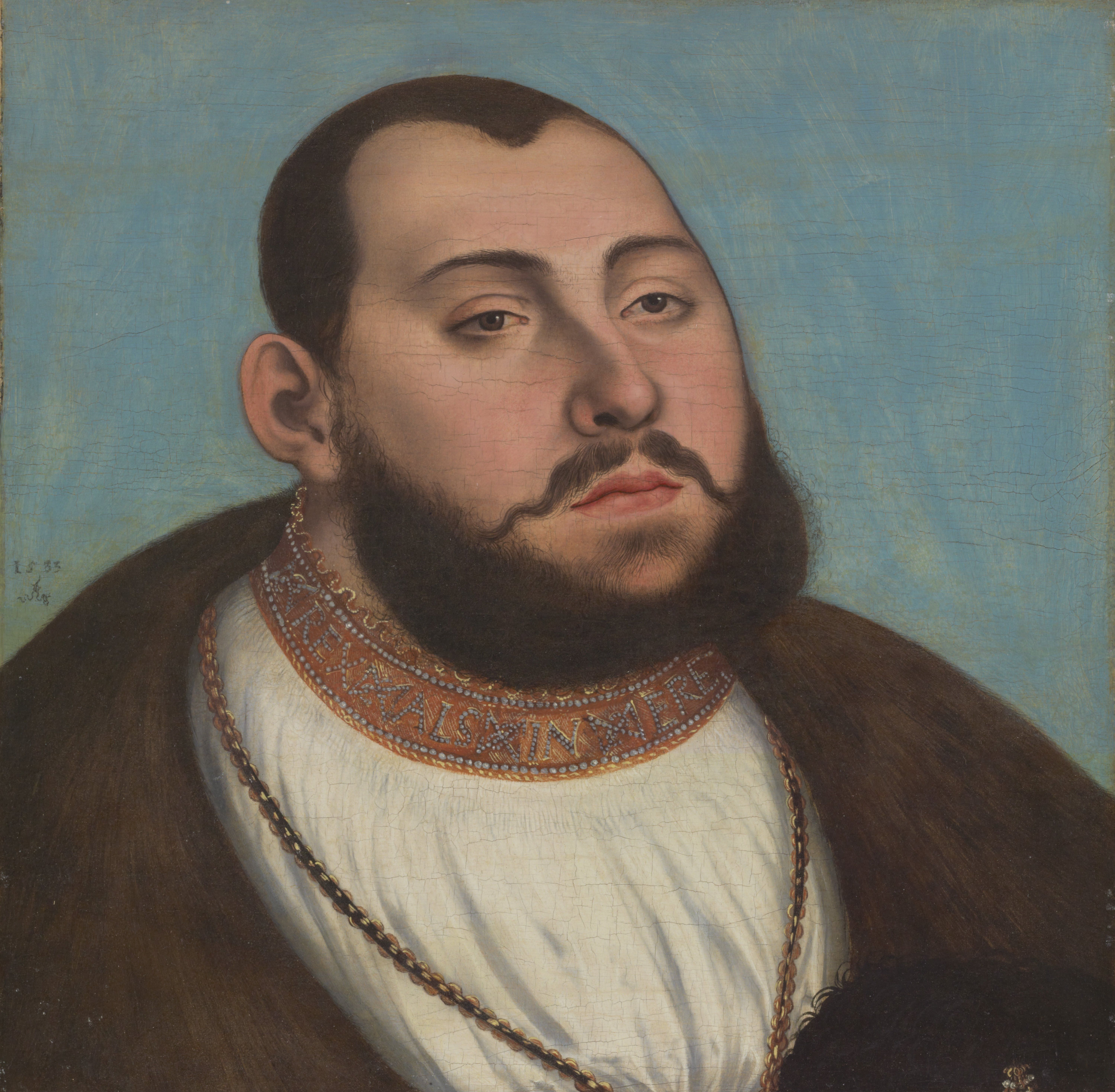
Lucas Cranach starší: Johann Friedrich I. Saský, 1533
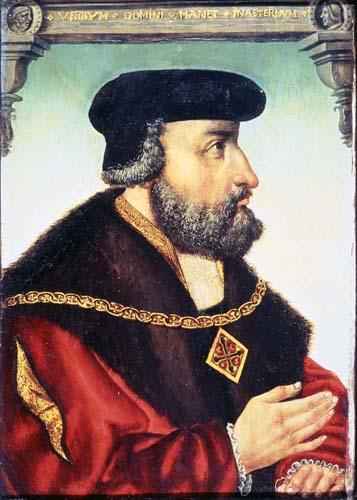
Michael Ostendorfer: Kurfiřt Friedrich III. Saský, 16. stol.
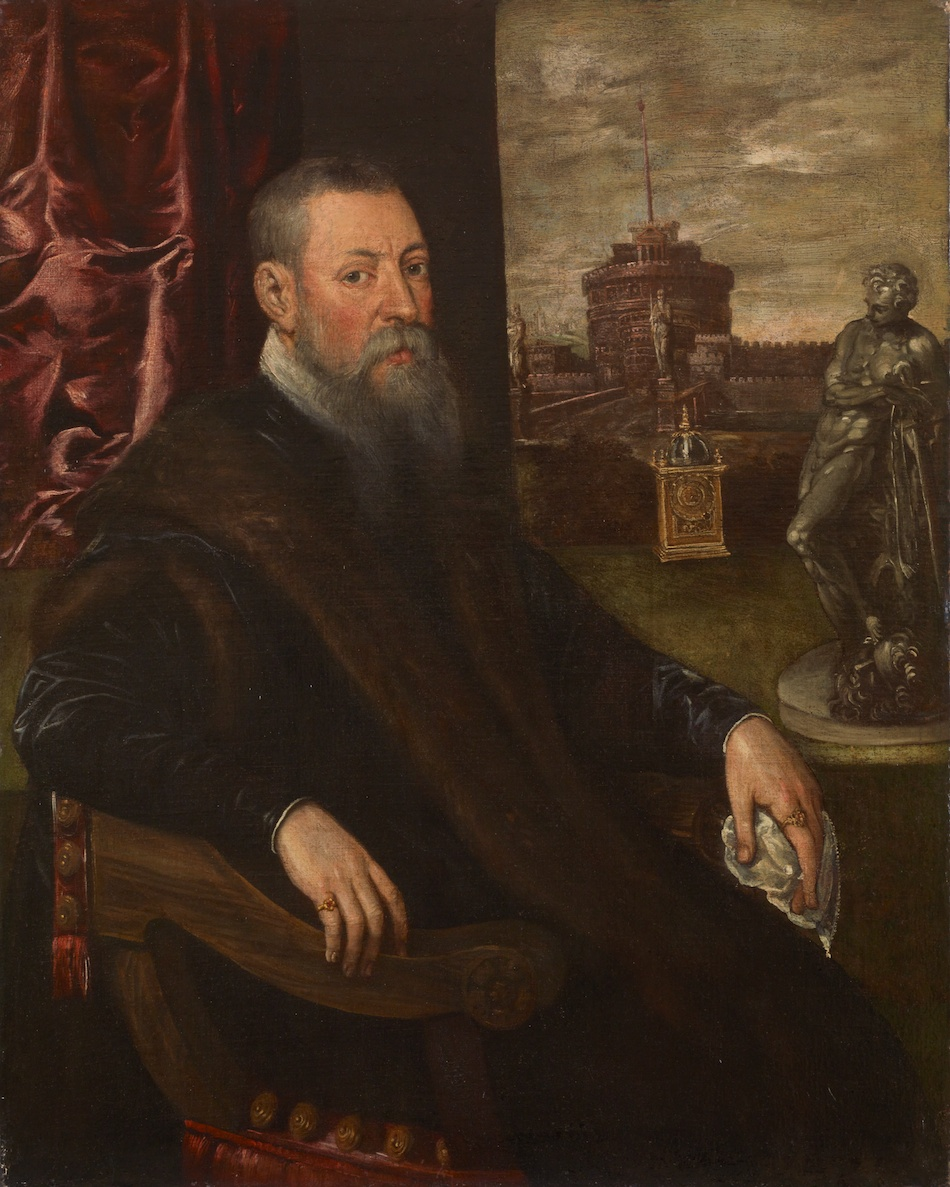
Jacopo Tintoretto: Portrét sběratele, 1560–65
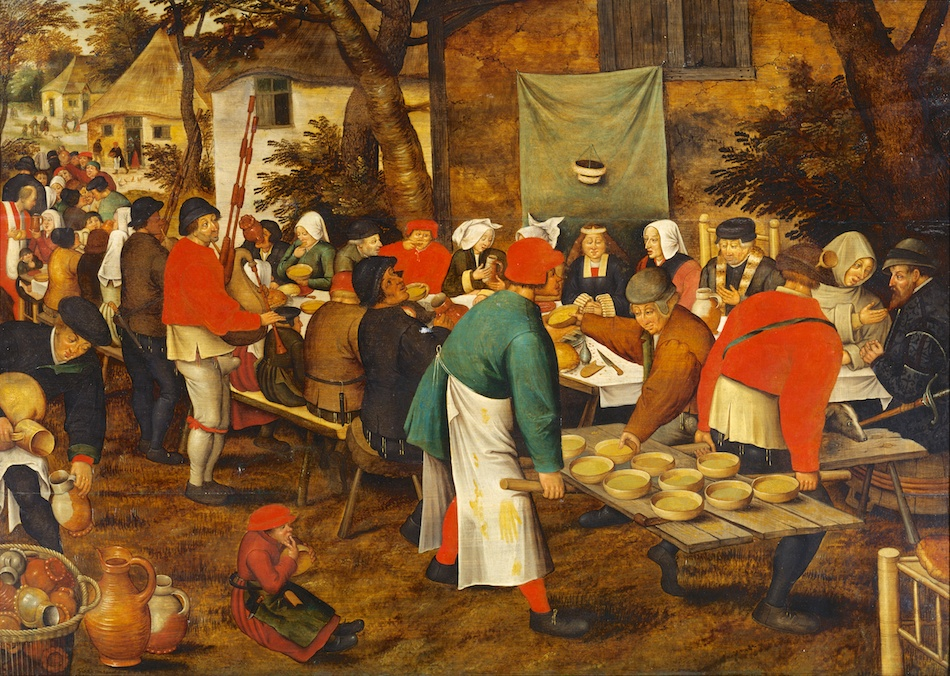
Pieter Bruegel mladší: Selská svatba, 1630
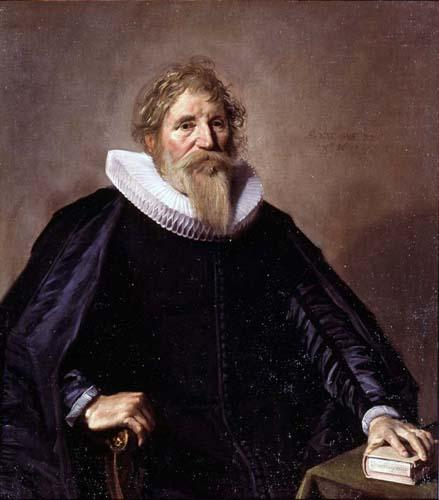
Frans Hals: Mužský portrét, 1633
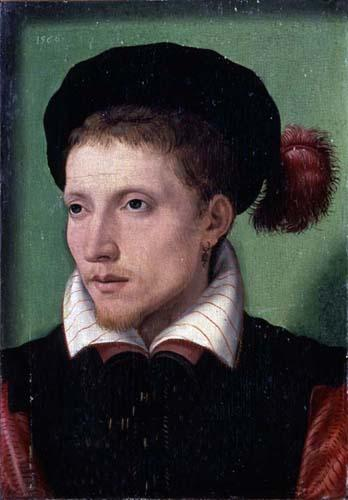
François Clouet: Portrét mladého rytíře, 1560
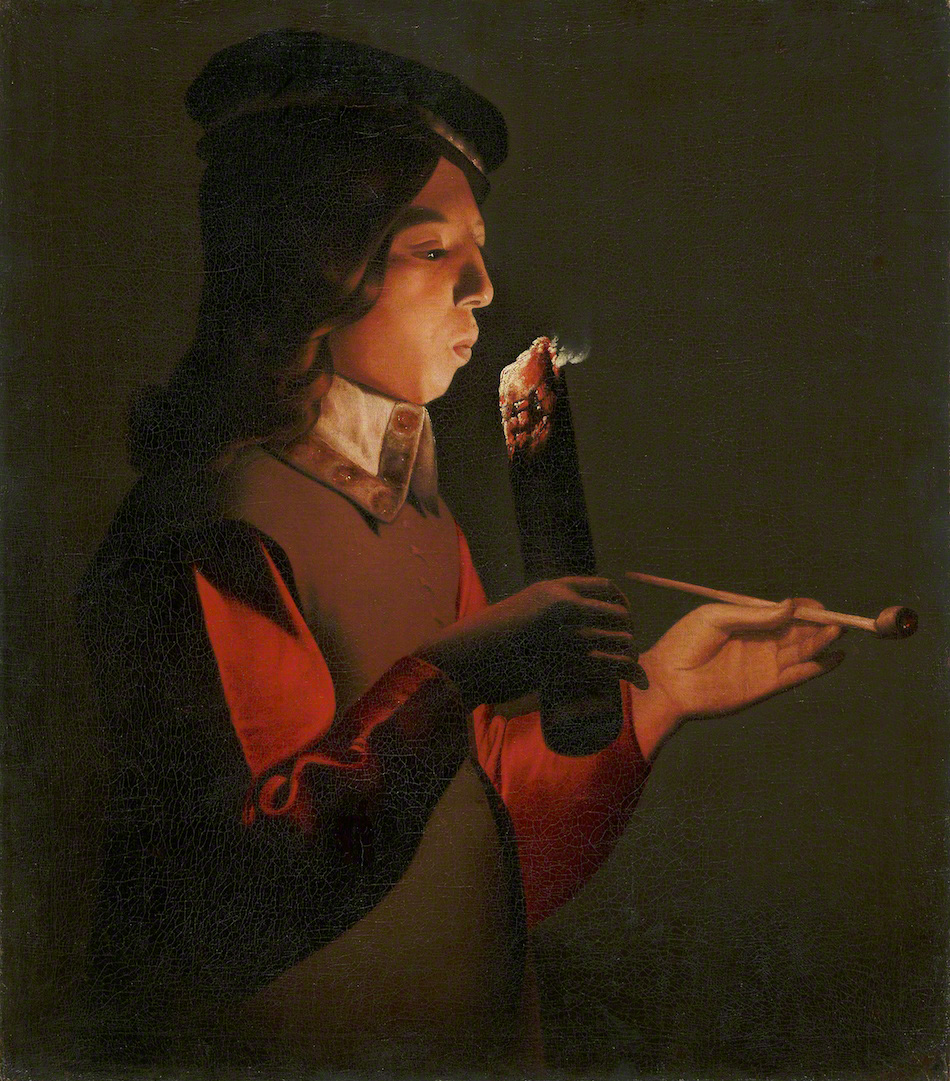
Georges de La Tour: Kuřák, 1646
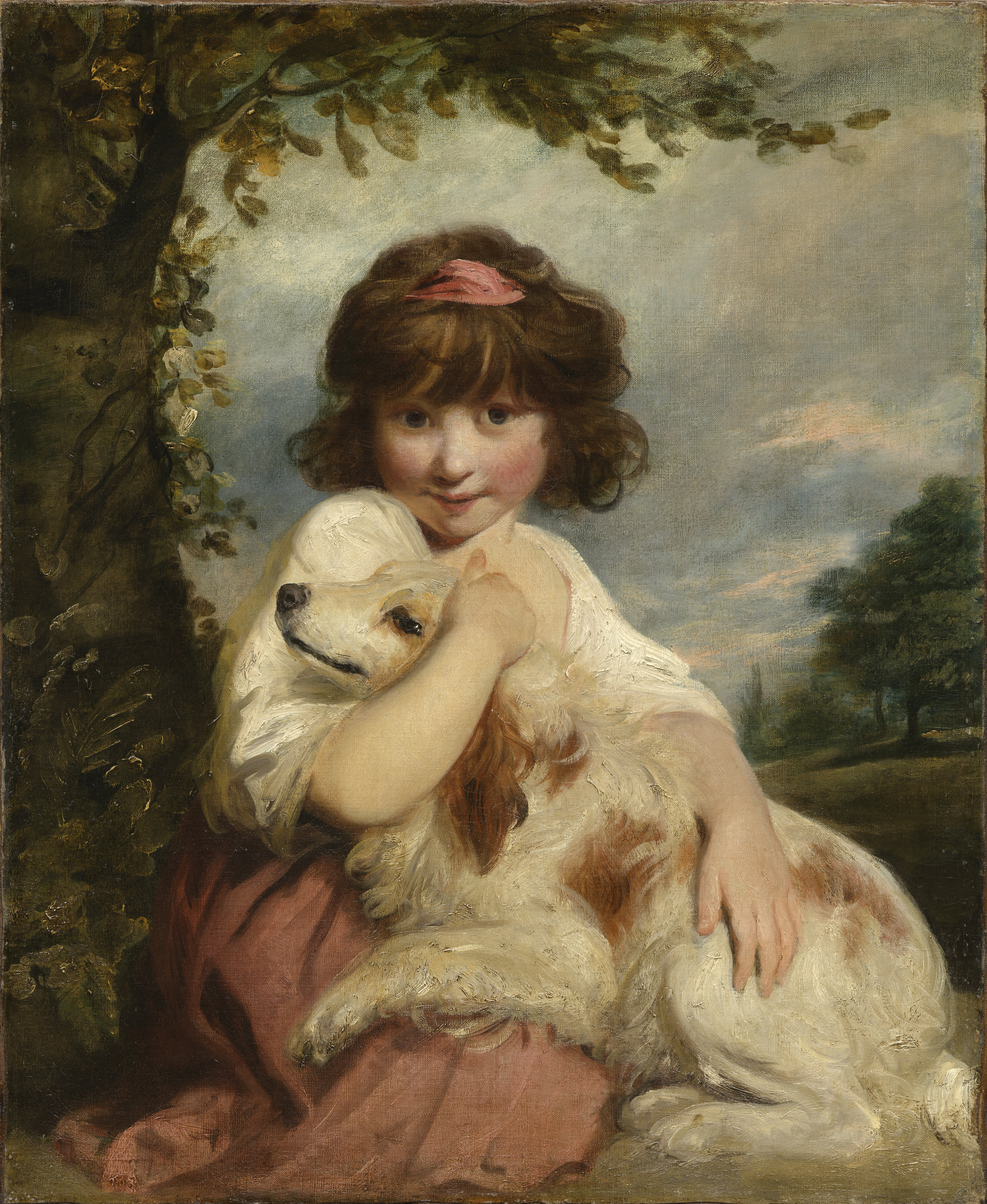
Joshua Reynolds: Dívka se psem, 1780
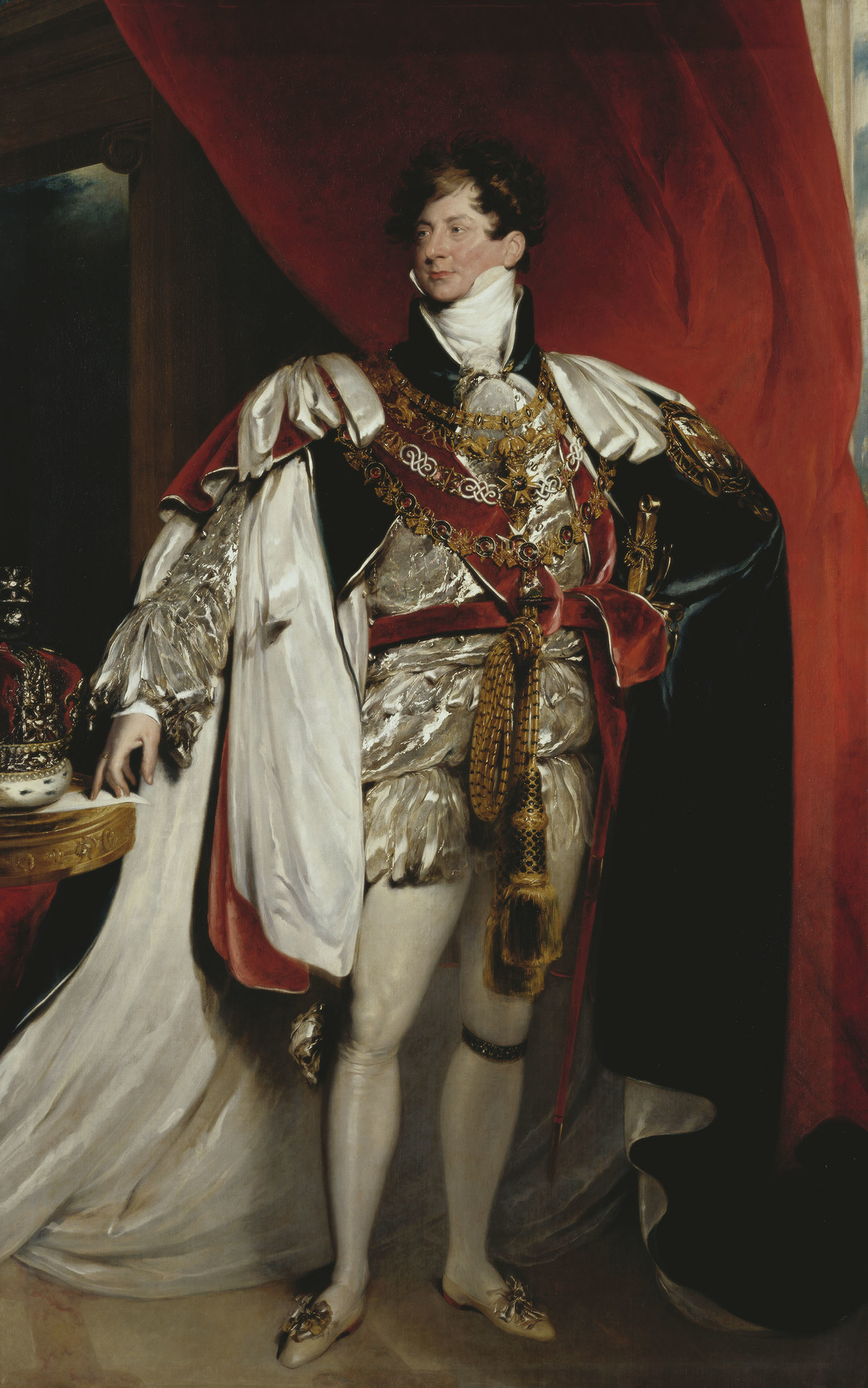
Thomas Lawrence: Princ regent, 1811–20
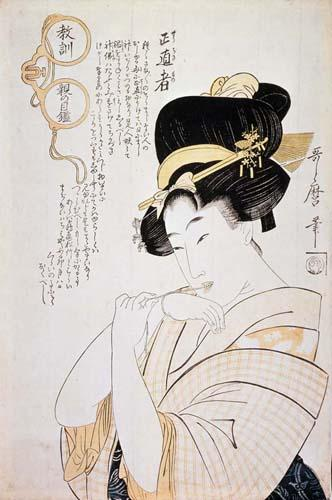
Utamaro Kitagawa: Moje přísaha, 1802
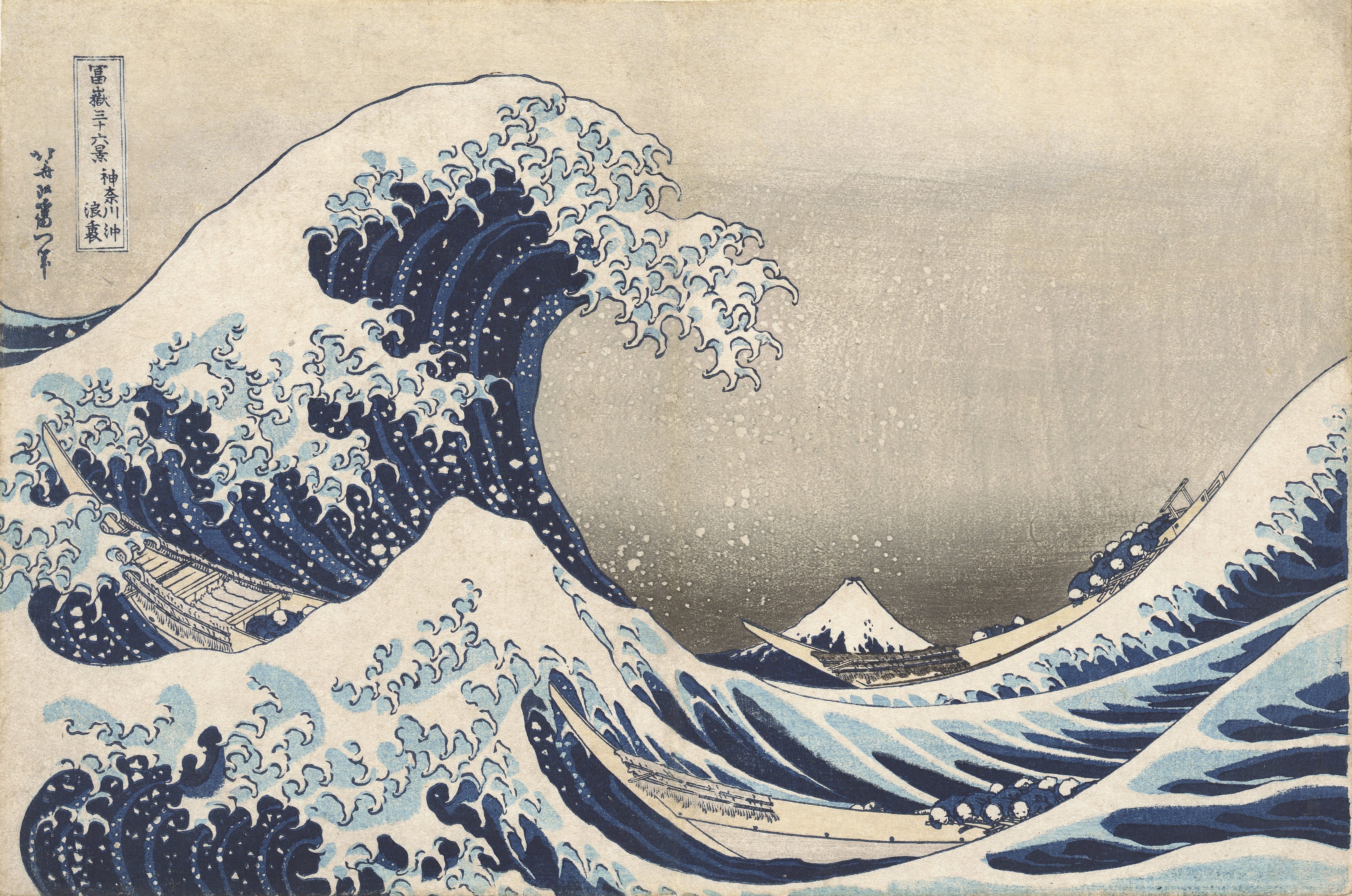
Kacušika Hokusai: Velká vlna u pobřeží Kanagawy, 1830
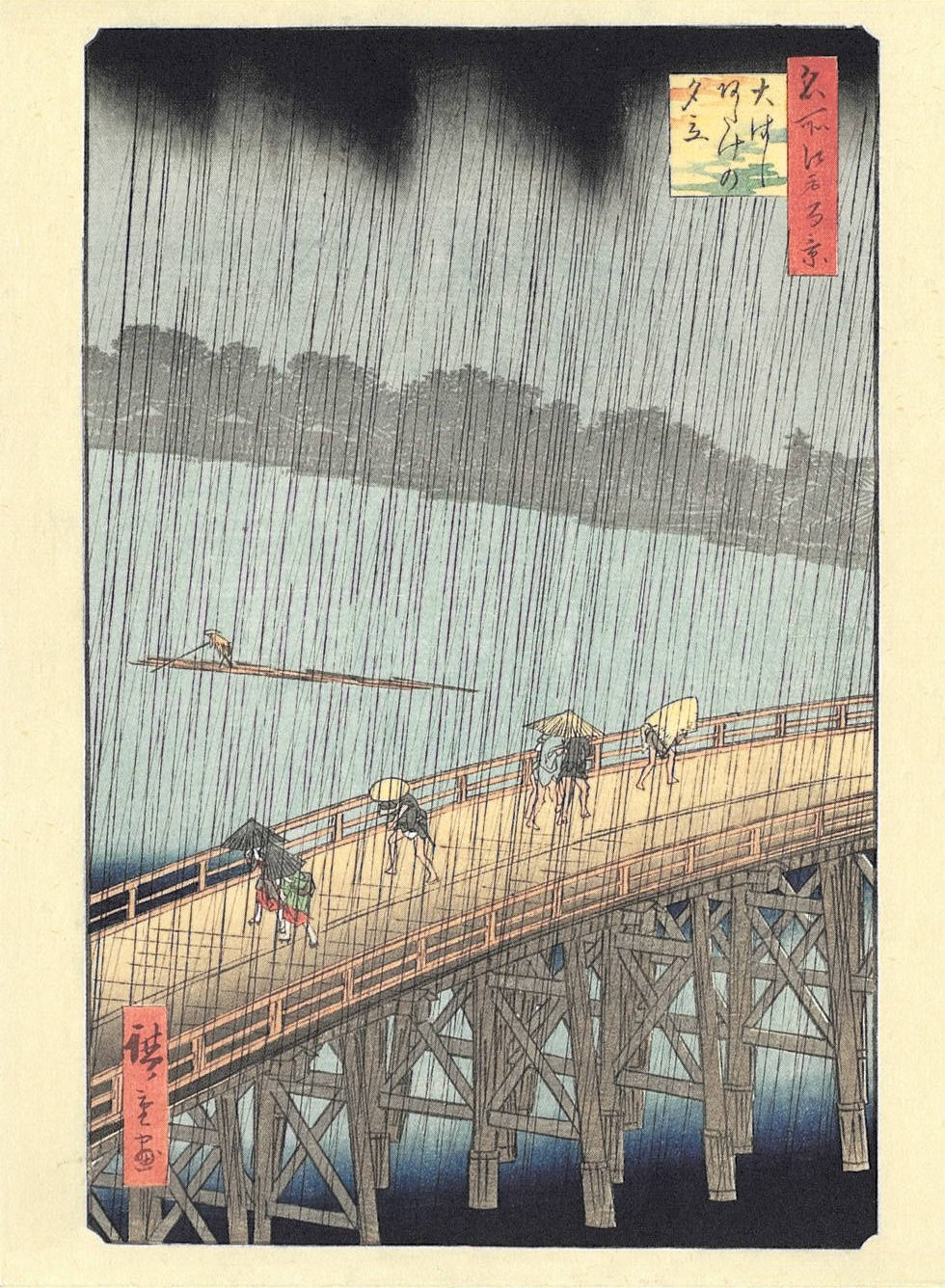
Hirošige Utagawa: Déšť na velkém mostě v Atake, 1856
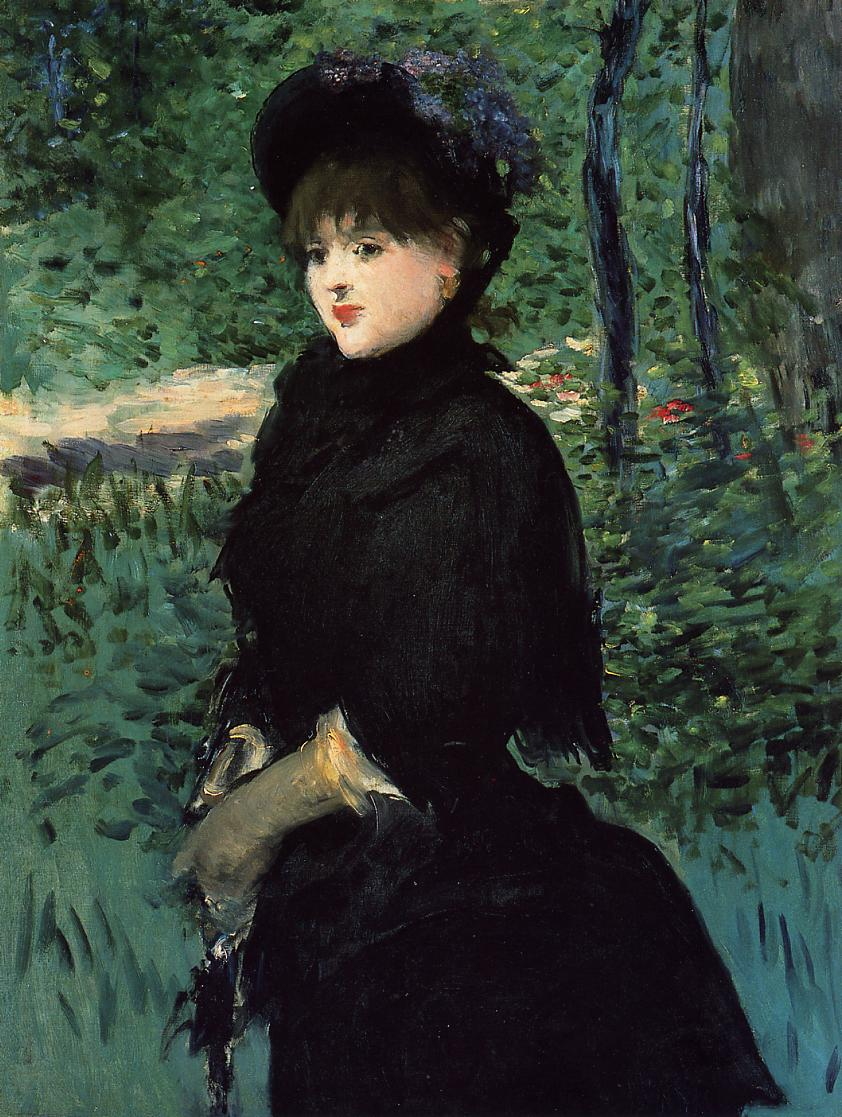
Édouard Manet: Promenáda, paní Gambyová, 1880
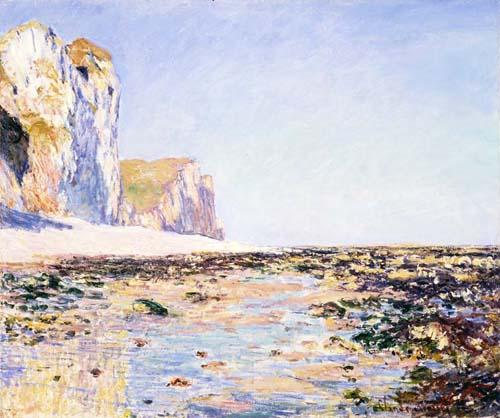
Claude Monet: Pobřeží a pourvilleský útes ráno, 1882
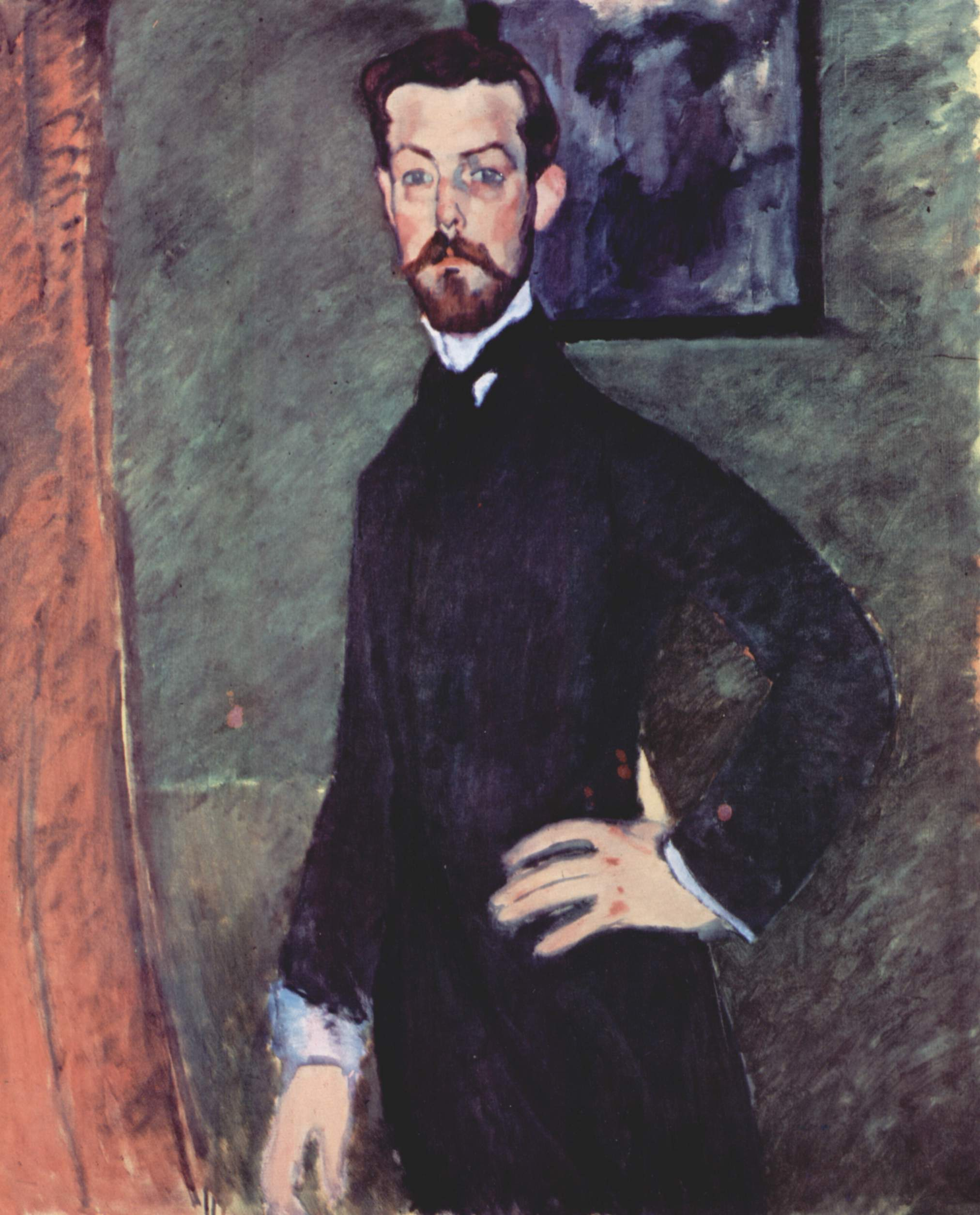
Amedeo Modigliani: Portrét Dr. Paula Alexandra, 1909